# برنارد رايت (موسيقي)
برنارد رايت (بالإنجليزية: Bernard Wright)‏ هو موسيقي أمريكي، ولد في 16 نوفمبر 1963 في جامايكا ‏ في الولايات المتحدة.

## وصلات خارجية
- برنارد رايت على موقع ميوزك برينز (الإنجليزية)
- برنارد رايت على موقع أول ميوزيك (الإنجليزية)
- برنارد رايت على موقع ديسكوغز (الإنجليزية)